# Göteborgs kommunala realskola
Göteborgs kommunala realskola var en realskola i Göteborg, Nordstan med adress Kvarnbergsgatan 1. Den startade 1 juli 1955 efter beslut 30 juni 1955 och hade en tre- och en fyraårig teoretisk linje och realexamen avgavs från 1958 till 1965, då skolan upphörde.